# Porúbka
Porúbka es un municipio del distrito de Sobrance en la región de Košice, Eslovaquia, con una población estimada a final del año 2024 de 400 habitantes.
Se encuentra ubicado al noreste de la región, en la cuenca hidrográfica del río Bodrog (afluente derecho del Tisza) y cerca de la frontera con la región de Prešov y Ucrania.

## Demografía
| Año        | 1994 | 2004    | 2014    | 2024    |
| ---------- | ---- | ------- | ------- | ------- |
| Población  | 473  | 460     | 420     | 400     |
| Diferencia |      | −2,74 % | −8,69 % | −4,76 % |

| Año        | 2023 | 2024    |
| ---------- | ---- | ------- |
| Población  | 409  | 400     |
| Diferencia |      | −2,20 % |